# Body Head Bangerz
Bady Head Bangerz est un groupe de hip-hop américain, originaire de Pensacola, en Floride.

## Biographie
Bady Head Bangerz se compose initialement de Big Perion, Choppa, Giz & Swellz, Magic, et Rated PG's. Le groupe publie son premier album, Body Head Bangerz: Volume One sous son propre label, Body Head Entertainment, fondé par Roy Jones Jr. en 1998. L'album est publié le 26 octobre 2004 auquel participent de nombreux artistes originaires du sud, tels que YoungBloodZ, Juvenile, Lil' Flip, Bun B ou encore Petey Pablo, entre autres. L'album, acclamé par la presse spécialisée, se maintient dans les classements musicaux Top Heatseekers et R&B Albums de Billboard. Le premier single de l'album s'intitule I Smoke, I Drank (qui atteint également les classements), suivi de Can't Be Touched (qui donne un clip).
En 2012, le groupe publie son deuxième album, Business at Hand. Le 1er mars 2013, Magic et son épouse meurent dans un accident de voiture, leur fille étant la seule survivante.

## Discographie

### Albums studio
- 2004 : Body Head Bangerz: Volume One
- 2012 : Business at Hand

### Singles
- 2004 : I Smoke, I Drank
- 2005 : Can't Be Touched